# Vladimir Kuš
Vladimir Kuš (Mosca, 1965) è un pittore e scultore russo surrealista, sebbene egli preferisca definire la propria arte realismo metaforico.

## Biografia
È nato nel 1965 a Mosca ed ha iniziato a disegnare e a rivelare la sua abilità artistica fin dall'età di tre o quattro anni. Ha iniziato a frequentare una scuola d'arte a sette anni in Russia. Trascorreva la prima metà della sua giornata nella scuola regolare, svolgendo i compiti, e spendendo la seconda metà in lezioni d'arte fino alle nove di sera. È entrato nel Moscow Art Institute a diciassette anni, e quando, diciottenne, iniziò i due anni obbligatori di servizio militare, fu presto incaricato di dipingere affreschi e tele, piuttosto che svolgere le regolari funzioni di fanteria.
Secondo Kuš, i principali artisti che hanno influenzato il suo stile sin dalla sua prima esperienza alla scuola d'arte sono Botticelli, Bosch, van Gogh, Dürer, Vermeer ma soprattutto Dalí. Stancatosi dello stile pittorico di Cézanne su cui si focalizzava la scuola d'arte, Kuš è passato da adolescente alle immagini surreali ed ha realizzato il suo primo dipinto surreale all'età di quattordici anni. Kuš ha sperimentato diversi stili di impressionismo dopo aver visto un libro di opere di Salvador Dalí alla fine degli anni ottanta, ma non fece fortuna perché lo stile perse di forma. Fortemente influenzato dal padre, un matematico, Kuš credeva che i dipinti realistici mostrassero l'abilità professionale dell'artista e attirò così gli spettatori in modo che essi potessero accettare le immagini impossibili dipinte come realistiche, abbastanza da vedere le metafore in esse contenute ed esplorarne i diversi livelli di significato.
Nel 1987 ha iniziato a vendere i suoi dipinti e a esporli all'interno dell'Union of Artists. Intorno allo stesso periodo di tempo fu invitato a dipingere una serie di ritratti per il personale dell'ambasciata degli Stati Uniti, sebbene sia stato costretto a ridurre il suo lavoro sui ritratti dopo che il KGB divenne sospettoso del suo coinvolgimento con gli americani a causa di libri che egli lesse durante la leva militare.
Nel 1990 ha esposto i suoi lavori in Germania insieme ad altri due artisti russi; ha visitato Los Angeles per una mostra ed è rimasto negli Stati Uniti.
Nel 1991 il suo sogno è diventato realtà. Per un certo periodo è stato in grado di affittare un piccolo garage a Los Angeles in cui dipingere, ma non è riuscito a trovare alcun luogo in cui esporre le sue opere. Ha guadagnato denaro ritraendo le persone sul molo di Santa Monica. Alla fine ha speso i propri risparmi in un biglietto per le Hawaii e dormito sulla spiaggia di Santa Monica finché il volo di rientro non partì alcuni giorni più tardi.
La sua arte è stata per prima notata nel continente asiatico ed in seguito si è diffusa in America. Nel 2001 Kuš ha aperto la sua prima galleria d'arte, Kush Fine Art a Lahaina, nelle isole Hawaii. Attualmente ha inoltre un'altra galleria Kush Fine Art a Laguna Beach, in California.

## Stile e opere
Kuš lavora prevalentemente nel mezzo della pittura ad olio su tela o tavola, con molti dei dipinti originali venduti anche come edizione limitata giclée-su-tela stampe. Le sue sculture color bronzo sono di piccole dimensioni e di solito basate su immagini dei suoi dipinti, come la noce di Eden e pro e contro. Anche se il suo stile è spesso descritto come surrealista, Kush si riferisce ad esso come "realismo metaforico" e cita la precoce influenza sul suo stile di pittura surrealista di Salvador Dalí, così come i paesaggi del pittore romantico tedesco Caspar David Friedrich. Un'altra influenza sul suo lavoro è stato il pittore olandese del 16 ° secolo Hieronymus Bosch, noto per il suo immaginario fantastico e a volte caratterizzato come "pre-surrealismo surrealista".
Ali, navi e paesaggi marini dai colori saturi sono temi frequenti nei suoi dipinti, esemplificati in pendant, arrivo della nave Fiore e partenza della nave Alata. L'acqua che scorre è un altro tema ricorrente, esemplificato in Breach e corrente. In altri lavori, come nelle Tre Grazie e africana Sonata si fondono le forme umane e animali con oggetti inanimati.
Parziale lista dei dipinti:
Dipinti originali di Kuš includono:
- African Sonata (olio su tela, 21 x 24 pollici) -. Elefanti con tube giganti per facce sono raffigurati in un abbeveratoio sulle pianure dell'Africa
- Arrivo della nave Fiore (2000, olio su tela, 39,5 x 31,5 pollici) - Una nave a vela bianca si avvicina al porto su un mare calmo. Le vele sono rappresentate come giganti fiori rosa. Ombre di figure umane si avvicinano alla nave in piccole imbarcazioni, ciascuno costituito da un unico petalo di un fiore, mentre altri guardano dalla riva.
- Breach (fine del 1990, olio su tela) - Mostrato nel 1997 mostra "Dal Gulag a Glasnost: Contemporary Art from Russia" presso la Galleria Immagini internazionali vicino a Pittsburgh, il dipinto raffigura un oceano drenato circondato da montagne, con un gruppo di figure umane in primo piano lanciare una balena gigante su un telone in acqua di mare.
- Corrente (2000, olio su tela, 16 x 20 pollici) -. Il dipinto (spesso riprodotto in stampa), raffigura la figura solitaria di un uomo nudo che rema su una piccola barca attraverso un vortice d'acqua in un paesaggio inondato
- Partenza della nave Alato (circa 2000, olio su tela, 39 x 31 pollici) - Ampiamente riprodotti come una stampa, il dipinto raffigura un veliero a tre alberi di uscire in mare aperto in una giornata ventosa. Le vele sono formate da farfalle giganti.
- Family Tree (olio su tela) - Una casa è raffigurata come un gigantesco albero con i suoi rami superiori ancora in costruzione. Greg Stacey ha scritto in OC Weekly: ".! È come qualcosa da un dipinto di Bosch, un lavoro qualsiasi artista poteva essere orgoglioso di Ma ugh, quel titolo letterali"
- Tre Grazie (olio su tela 11 x 14 pollici) - Tre ballerine di danza su un palco a scacchiera sono rappresentati con trottole per le gambe
- Vento (1997, olio su tela, 35,5 x 43,5 pollici) - Un'isolata casa a due piani è raffigurata con un'enorme camicia blu fluttuante dal tetto e dalle finestre, mentre ombre di figure umane si riuniscono con scale. Un gigante orologio da tasca pende da una catena sul lato dell'edificio.
- Winged Satellite (2000 , olio su tela) - Una falena gigante è rappresentata girando intorno alla terra come un satellite metallico con le ali di pannelli solari

## Pubblicazioni
- Kush, Vladimir (2002). Metaphorical Journey. Kush Fine Art New York Inc. ISBN 0-9765298-0-7
- Journey to the Edge of Time (illustrations by Vladimir Kush; text by Kush's father, Oleg Kush and his uncle Mikhail Kush). Kush Fine Art. ISBN 0-9765298-1-5